# Kulturhaus Kresslesmühle

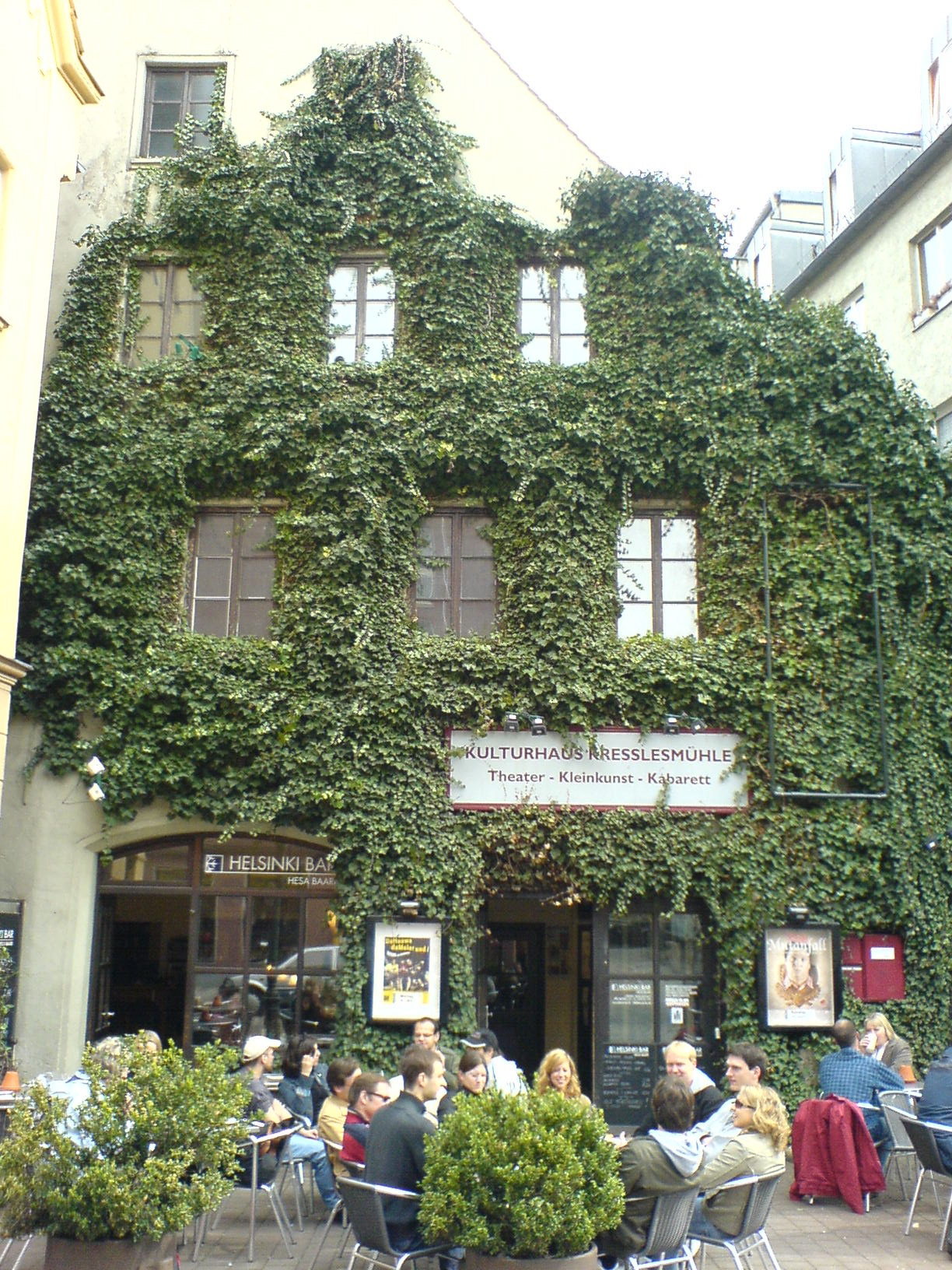
Kulturhaus Kresslesmühle

Das Kulturhaus Kresslesmühle ist ein städtisches Kleinkunsttheater mit Bildungszentrum und Gastronomie im Augsburger Lechviertel. Bei dem Gebäude, das als Baudenkmal in der Bayerischen Denkmalliste eingetragen ist, handelt es sich um eine ehemalige Wassermühle.

## Geschichte
Im Kern basiert das heutige Gebäude auf einem Handwerkerhaus aus dem 16. Jahrhundert, das die Wasserkraft des Vorderen Lechs als Mühle nutzte. Die bereits im Stadtrecht von 1276 erwähnte Getreidemühle war bis Anfang der 1970er Jahre in Betrieb. Eine Bürgerinitiative sorgte für den Erhalt und die Sanierung des Gebäudes und etablierte dort 1977 ein Kulturzentrum.
Neben der Kabarettbühne gehören zur Kresslesmühle auch Seminarräume sowie die interkulturelle Kindertagesstätte Kolibri. Zum Konzept des Kulturhauses gehörte darüber hinaus von Anfang an die gastronomische Nutzung des Erdgeschosses und der Terrasse. Von 1999 bis 2008 befand sich hier die finnische Kneipe „Helsinki Bar“, seit 2017 das vegane Café „Dreizehn“.
Seit 2005 betreibt das Kulturhaus Kresslesmühle in Zusammenarbeit mit der Migrantenorganisation Mesopotamien Verein die Interkulturelle Akademie Augsburg, ein Netzwerk für interkulturelle Kultur- und Bildungsarbeit.
Im Jahr 2015 übernahm die Stadt Augsburg das Kulturhaus. 2019 wurden umfangreiche Sanierungsmaßnahmen durchgeführt.

## Architektur
Bei dem Gebäude handelt es sich um einen Giebelbau mit tief heruntergezogenem Satteldach, der im Vergleich zur beidseitigen Nachbarbebauung etwas zurückgesetzt ist.